# وادي جورا
وادي جورا هو وادي يقع بمدينة جيزان بالمملكة العربية السعودية، ويتميز بالعديد من الأشجار التي تقع بوادي جورا “بعرقين” و هي الأشجار المعمرة التي تحتوي على مجموعة من الأشجار التي تحمل فصيلة (اللبخ) والمنتشرة على طول طريق الوادي.
وهناك مجموعتين تتجاوز الـ20 شجرة، و توجد بالقرب من محافظة الدائر على جانبي وادي جورا و الذي يسير ماءه طوال العام، و تتميز الأشجار بكبر حجمها وارتفاعها الشاهق و لا يمكن أن نقول إلا أن طول هذه الأشجار المعمرة يصل لأكثر من 40 متراً وعرضها يصل إلى 6 متر تقريباً.